# Winter-Paralympics 2018/Teilnehmer (Belgien)
| stlisierte Goldmedaille | stlisierte Silbermedaille | stlisierte Bronzemedaille |
| ----------------------- | ------------------------- | ------------------------- |
| —                       | —                         | 1                         |

Belgien hat bei den Winter-Paralympics 2018 in Pyeongchang zwei Athleten an den Start geschickt.

## Sportarten

### Ski Alpin
| Athlet                         | Klasse | Wettbewerb                     | Lauf 1  | Lauf 1 | Lauf 2        | Lauf 2        | Gesamt  | Gesamt |
| Athlet                         | Klasse | Wettbewerb                     | Zeit    | Rang   | Zeit          | Rang          | Zeit    | Rang   |
| Männer                         | Männer | Männer                         | Männer  | Männer | Männer        | Männer        | Männer  | Männer |
| ------------------------------ | ------ | ------------------------------ | ------- | ------ | ------------- | ------------- | ------- | ------ |
| Jasper Balcaen                 | LW9-1  | Superkombination, stehend      | DNF     | DNF    | ausgeschieden | ausgeschieden | DNF     | DNF    |
| Jasper Balcaen                 | LW9-1  | Riesenslalom, stehend          | DNS     | DNS    |               |               | DNS     | DNS    |
| Jasper Balcaen                 | LW9-1  | Slalom, stehend                | 57,89   | 16     | 56,05         | 15            | 1:53,94 | 15     |
| Frauen                         |        |                                |         |        |               |               |         |        |
| Eleonor Sana Guide: Chloe Sana | B2     | Abfahrt, sehbehindert          | --      | --     | 1:31,60       | 3             | 1:31,60 | Bronze |
| Eleonor Sana Guide: Chloe Sana | B2     | Super G, sehbehindert          | --      | --     | 1:36,00       | 4             | 1:36,00 | 4      |
| Eleonor Sana Guide: Chloe Sana | B2     | Superkombination, sehbehindert | 1:34,39 | 4      | 1:01,53       | 7             | 2:35,92 | 6      |
| Eleonor Sana Guide: Chloe Sana | B2     | Riesenslalom, sehbehindert     | 1:18,02 | 7      | 1:15,87       | 5             | 2:33,89 | 6      |
| Eleonor Sana Guide: Chloe Sana | B2     | Slalom, sehbehindert           | 1:01,95 | 8      | 1:03,68       | 9             | 2:05,63 | 8      |